# Górniak (Łódź)
Górniak – obszar w Łodzi na terenie Górnej.
Jest to osiedle administracyjne, zamieszkiwane przez ok. 20 tys. osób, a także teren osiedla wydzielonego przez System Informacji Miejskiej (obszar SIM). Granice obszaru SIM i osiedla administracyjnego pokrywają się.
Nazwę Górniak posiada również hala targowa powstała w 1934 roku. Wraz z przyległym targowiskiem położona jest między placem Niepodległości a ulicami Sieradzką i Wólczańską.
| granica osiedla | sąsiadujące obszary SIM                                                | sąsiadujące osiedla administracyjne     | ulice lub inne                                |
| --------------- | ---------------------------------------------------------------------- | --------------------------------------- | --------------------------------------------- |
| północ          | Politechniczna (Łódź Polesie), Centrum (Łódź Śródmieście), Księży Młyn | Stare Polesie, Katedralna, Stary Widzew | Wróblewskiego, Czerwona, Milionowa            |
| wschód          | Zarzew, Dąbrowa                                                        | Chojny-Dąbrowa, Zarzew                  | Łęczycka, Śmigłego-Rydza                      |
| południe        | Chojny, Kurak                                                          | Piastów-Kurak, Chojny-Dąbrowa           | Dąbrowskiego, Rzgowska, Bednarska, Pabianicka |
| zachód          | Nowe Rokicie                                                           | Rokicie                                 | Politechniki, Wólczańska                      |

Przez osiedle przepływa rzeka Jasień.

## Ważne miejsca
- Przy ulicy Kilińskiego
  - Willa Jakuba Meissnera
- Przy ulicy Łomżyńskiej
  - dawny szpital (vide galeria zdjęć obok)
  - dawna fabryka radioodbiorników (vide galeria zdjęć obok)
  - Przędzalnia wełny Juliusza Kolmana
- Przy ulicy Praskiej - dawne Przędzalnie Bawełny (vide galeria zdjęć obok)
- Przy ulicy Piotrkowskiej
  - Biała Fabryka Geyera
  - Park Reymonta
  - Plac Reymonta
  - Plac Niepodległości
    - Hala targowa powstała w 1934 roku
    - Park im. Legionów
- Przy ulicy Rzgowskiej
  - Fabryka braci Stolarow
  - Zakłady włókiennicze Leonhardt, Woelker i Girbardt

## Urzędy i instytucje
- Komisariat VIII Komendy Miejskiej Policji w Łodzi (Wólczańska 250)
- Policyjna Izba Dziecka (Skrzywana 14)
- Prokuratura Rejonowa Łódź-Górna (Sieradzka 11a)
- Straż Miejska – Oddział Łódź Górna (Politechniki 32)
- Jednostka Ratowniczo-Gaśnicza nr 5 (Przybyszewskiego 60a)
- Urząd Pocztowy Łódź 7 (Piotrkowska 311/313)
- Rejonowy Urząd Poczty Łódź-Południe (Piotrkowska 311/313)
- I Urząd Skarbowy Łódź-Górna (Wróblewskiego 10)
- II Urząd Skarbowy Łódź-Górna (Wróblewskiego 10a)
- Urząd Stanu Cywilnego Łódź-Górna (Pabianicka 2)
- Urząd Statystyczny (Suwalska 29)
- Powiatowa Stacja Sanitarno-Epidemiologiczna (Przybyszewskiego 10)
- Biblioteka Publiczna filia Łódź-Górna nr 1 (Przybyszewskiego 46/48)
- Biblioteka Publiczna filia Łódź-Górna nr 5 (Przybyszewskiego 63)
- Biblioteka Publiczna filia Łódź-Górna nr 7
- Miejski Inspektorat Weterynarii (Lubelska 9/11)
- Biblioteka Publiczna filia Łódź-Śródmieście nr 2 (Piotrkowska 272b)
- Dom Dziecka nr 6 im. J. Jachowicza (Bednarska 15)
- Urząd Miasta (Politechniki 32)

### Edukacja
- Przedszkole Miejskie nr 34 (Zarzewska 26/30)
- Przedszkole Miejskie nr 90 (Kilińskiego 228)
- Przedszkole Miejskie nr 207 (Piotrkowska 272)
- Przedszkole Miejskie nr 226 (Bednarska 15)
- Społeczna Szkoła Podstawowa nr 1 Społecznego Towarzystwa Oświatowego im. E. Estkowskiego (Czerwona 8)
- Szkoła Podstawowa nr 5 (Łęczycka 23)
- Szkoła Podstawowa nr 10 im. Władysława Broniewskiego (Przybyszewskiego 15/21)
- Gimnazjum nr 40 im. Wandy Rutkiewicz (Kaliska 25)
- Gimnazjum Społeczne nr 1 im. E. Estkowskiego (Czerwona 8)
- Prywatne Gimnazjum ABiS (Rzgowska 17a)
- Gimnazjum Prywatne ABiS dla dorosłych (Rzgowska 17a)
- Prywatne Liceum Ogólnokształcące ABiS (Rzgowska 17a)
- Prywatne Liceum Ogólnokształcące „Cosinus”
- Prywatne Liceum Ogólnokształcące dla Dorosłych Mirosława Pierzchały (Łęczycka 23)
- Liceum Ogólnokształcące dla Dorosłych Karoliny Jóźwiak (Przybyszewskiego 15/21)
- Technikum dla Niesłyszących (Siedlecka 7/21)
- Szkoła Zawodowa dla Niesłyszących (Siedlecka 7/21)
- Zasadnicza Szkoła Zawodowa Specjalna nr 1 (Siedlecka 7/21)
- Zespół Szkół Ponadgimnazjalnych nr 9 im. Komisji Edukacji Narodowej (Politechniki 38)
- Zespół Szkół Ponadgimnazjalnych nr 14 (Siemiradzkiego 4/8)
- Zespół Szkół Ponadgimnazjalnych nr 22 (Przybyszewskiego 73/75)
- Centrum Kształcenia Ustawicznego im. E. Estkowskiego (Różyckiego 5)
- Państwowa Podstawowa Szkoła Muzyczna im. H. Wieniawskiego (Sosnowa 9)
- Państwowa Średnia Szkoła Muzyczna im. H. Wieniawskiego (Sosnowa 9)
- Wyższa Szkoła Informatyki (Rzgowska 17a)
- Wyższa Szkoła Studiów Międzynarodowych (Brzozowa 3)
- Bursa Szkolna nr 12

## Komunikacja
Linie tramwajowe i autobusowe przebiegające przez Górniak:
- 1 przez ulicę Kilińskiego
- 2 przez ulice Dąbrowskiego, Rzgowską i Piotrkowską
- 3 przez ulice Piotrkowską i Przybyszewskiego
- 5 przez ulice Rzgowską, Piotrkowską, Kilińskiego i Przybyszewskiego
- 6 przez ulice Rzgowską i Piotrkowską
- 11 przez ulice Pabianicką i Piotrkowską
- 19 przez ulice Pabianicką i Piotrkowską
- 50A, 50B przez Pabianicką, plac Niepodległości, Piotrkowską
- 57 przez Pabianicką
- 68 przez Pabianicką
- 72A, 72B przez Rzgowską, plac Niepodległości, Piotrkowską, Sieradzką, Wólczańską, Skrzywana i Politechniki
- N3A, N3B przez ulicę Kilińskiego
- N5A, N5B przez Piotrkowską i Przybyszewskiego
- N6 przez Pabianicką, Rzgowską, Sieradzką i Wólczańską

oraz tylko przez ulice graniczne 
- 15, 17, N4A, N4B przez al. Politechniki
- 7, 13 przez al. Śmigłego-Rydza

## Adres rady osiedla
- 93-101 Łódź, ul. Słowiańska 30